# Kristdemokraterna i Österbotten
Kristdemokraterna i Österbotten (finska: Kristillisdemokraattien Pohjanmaan piiri) är ett kretskansli för Kristdemokraterna i Vasa valkrets. Kretsstyrelsens ordförande i Mellersta Österbotten är Hanna-Lea Ahlskog från Karleby och kretsstyrelsens ordförande i Södra Österbotten är Tiina Hauta. Kristdemokraterna i Österbotten har totalt 28 lokalavdelningar.
KD har en riksdagsledamot i valdistriktet valperioden 2023–2027: Peter Östman från Larsmo.

## Framträdande partiföreträdare

### Nuvarande riksdagsledamöter 2023–2027
- Peter Östman (2011–)

### Nuvarande välfärdsområdes fullmäktigeledamöter
| Mellersta Österbottens välfärdsområde - Hanna-Lea Ahlskog (2022→) - Hannu Kippo (2022→) - Vuokko Lahti (2022→) - Mauri Salo (2022→) | Österbottens välfärdsområde - Martin Byggmästar (2022→) - Andreas Hjulfors (2022→) - David Pettersson (2022→) - Peter Östman (2022→) | Södra Österbottens välfärdsområde - Hanna-Liisa Malmi (2022→) - Kati Nummensalo (2022→) - Lasse Ruotsala (2022→) |

### Tidigare riksdagsledamöter
- Jorma Fred (1975–1983, 1987–1991)
- Bjarne Kallis (1991–2011)